# Magirus-Deutz

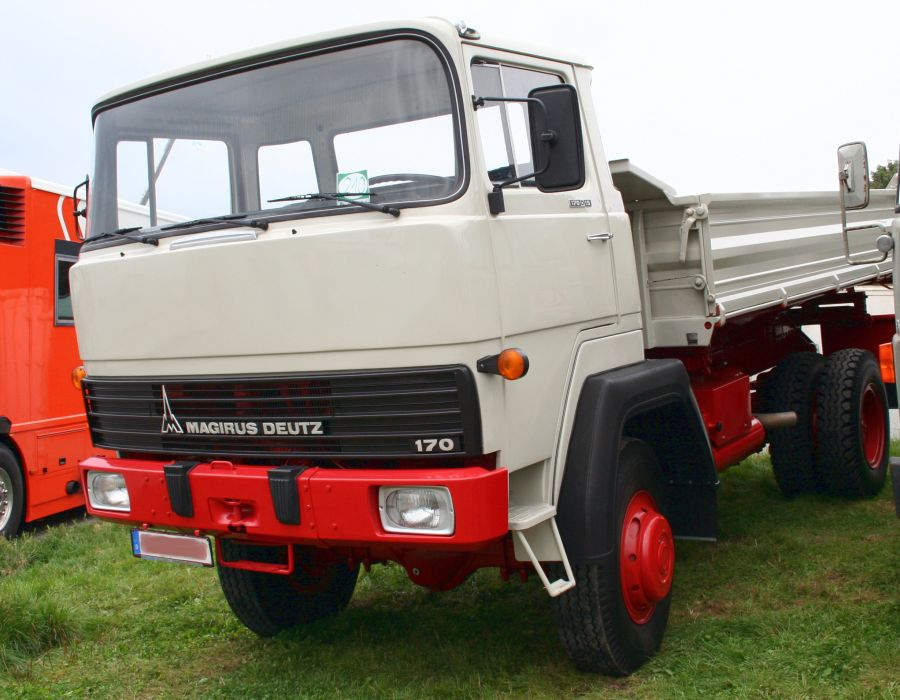
Magirus-Deutz vrachtwagen met luchtgekoelde Deutz-diesel

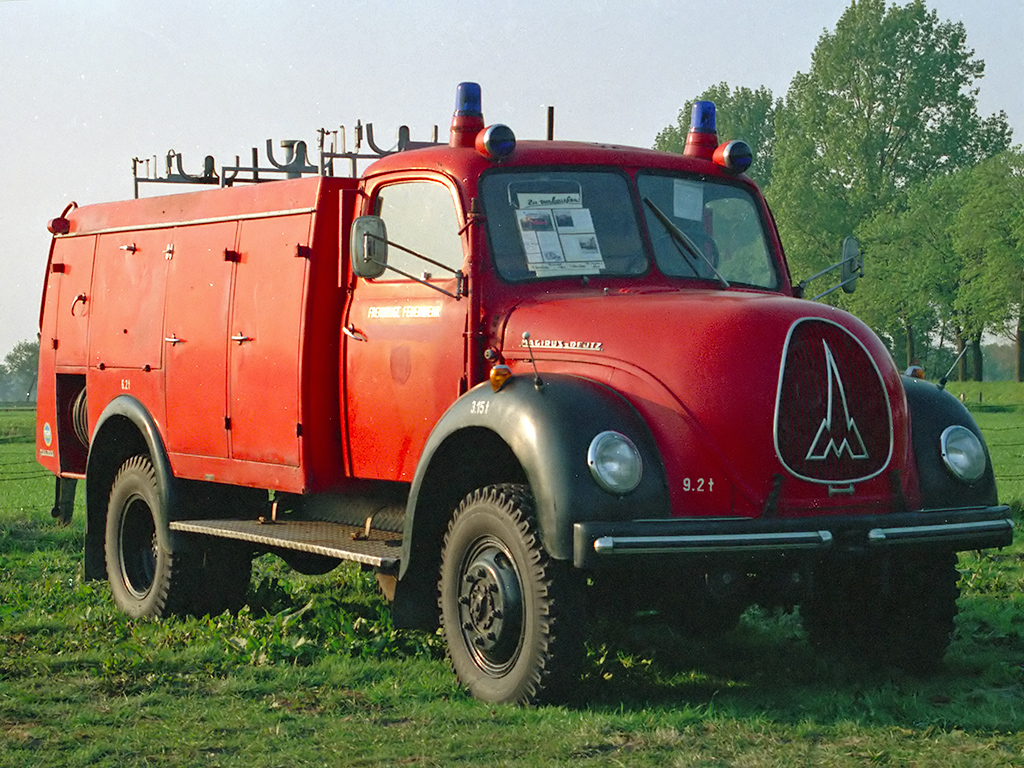
Magirus-Deutz brandweertruck met luchtgekoelde Deutz-diesel

Magirus-Deutz was een Duitse fabrikant van brandweermaterieel, vrachtauto's, militaire voertuigen en bussen.
Sinds 1936 onderdeel van het concern Klöckner-Humboldt-Deutz (KHD) was het min of meer een directe afstammeling van het bedrijf opgericht door Nicolaus Otto. Merk-typisch waren luchtgekoelde dieselmotoren van KHD.
Magirus is bekend geworden als fabrikant van allerhande brandweermaterieel. Later werden ook met luchtgekoelde Deutz-dieselmotoren uitgeruste vrachtwagens en bussen geproduceerd. Bekend zijn de Rundhaubers en Eckhaubers, die men door het karakteristieke geluid van de luchtgekoelde Deutzmotor al van verre kon horen aankomen.
Na groot succes op de markt in de jaren vijftig en zestig kwam Magirus-Deutz in de jaren zeventig in een crisis terecht, wat leidde tot de opname van de fabrikant in Iveco. De Deutz motorenfabriek ging als Deutz AG verder. Vanaf 1975 werd in de Club van vier geleverd de cabine, geproduceerd in Ulm, en het type/model MK. Iveco zou de cabine bouwen tot 1991 (invoering van de Iveco Eurocargo).
In België startte het bedrijf MAGI-BEL N.V. (MAGIrus-Deutz BELgië) in Antwerpen op 3 november 1957: invoer, montage en verkoop van Magirus-Deutz. In 1962 werd een nieuwe montagefabriek gebouwd in Kontich. Ook in België is in 1979 Magirus-Deutz opgegaan in Iveco.
In 2024 werd Magirus onafhankelijk van Iveco en produceert brandweermaterieel.